# 三世間
1. 三世间，佛教術語，出自《大智度论》卷四十七，“三世间”也就是“国土世间”、“众生世间”、“五阴世间”三種世間。
2. 三世间，也用於三界之意，表示佛教對世界有欲界、色界、無色界不同層次之分[1]

## 衍生說法
三世间再與“百界千如”配合即構成“三千世间”，這也是天台宗“一念三千”的思想基礎，《摩诃止观》：“夫一心具十法界，一法界又具十法界，即成百法界，一界具三十种世间，百法界即具三千种世间，此三千在一念心，若无心而已，介尔有心，即具三千。”。